# Șaru Bucovinei, Suceava
Șaru Bucovinei este un sat în comuna Șaru Dornei din județul Suceava, Bucovina, România.
Teritorial denumirea delimtează acea parte din localitatea Șaru Dornei care a intrat în componența Imperiului Austro-Ungar.

 Acest articol despre o localitate din județul Suceava este deocamdată un ciot. Puteți ajuta Wikipedia prin completarea lui.